# Friendship (Ohio)
Friendship es un lugar designado por el censo ubicado en el condado de Scioto en el estado estadounidense de Ohio. En el Censo de 2010 tenía una población de 351 habitantes y una densidad poblacional de 114,75 personas por km².

## Geografía
Friendship se encuentra ubicado en las coordenadas 38°41′52″N 83°6′3″O / 38.69778, -83.10083. Según la Oficina del Censo de los Estados Unidos, Friendship tiene una superficie total de 3.06 km², de la cual 3.03 km² corresponden a tierra firme y (1.1%) 0.03 km² es agua.

## Demografía
Según el censo de 2010, había 351 personas residiendo en Friendship. La densidad de población era de 114,75 hab./km². De los 351 habitantes, Friendship estaba compuesto por el 96.3% blancos, el 0.85% eran afroamericanos, el 0% eran amerindios, el 0.57% eran asiáticos, el 0% eran isleños del Pacífico, el 0% eran de otras razas y el 2.28% pertenecían a dos o más razas. Del total de la población el 0% eran hispanos o latinos de cualquier raza.